# Lulonga
Il Lulonga è un fiume della Repubblica Democratica del Congo che si trova nella regione nord-occidentale del Paese. Il suo corso, lungo circa 200 km, va dalla città di Basankusu fino alla sua affluenza nel Congo. Come tributari ha il Maringa e il Lopori.